# АК-630М-2
АК-630М-2 „Дует“ е руска шестстволна корабна двуавтоматна артилерийска установка с калибър 30 mm. Създадена е за обезпечаване на ПРО на корабите на ВМФ в близката зона, основно за унищожаване на ПКР, и другите видове управляемо оръжие. Може също да изпълнява задачи за унищожаване на самолети, вертолети и другите средства за въздушно нападение на противника, поразяване на маломерни морски надводни и брегови цели.

## Конструкция
Системата е изпълнена по схемата на многостволните оръжия с въртящ се блок от стволове (по схемата на Гатлинг). Автоматиката ѝ работи за сметка на енергията на барутните газове, за разлика от чуждестранните ѝ аналози („Фаланкс“, „Голкийпър“) и не изисква външен източник на енергия за въртенето на блока стволове. Тя е модернизация на комплекса АК-630М1-2, от който визуално се различава по кулата, имаща по-малка радиолокационно отразяване.

## Тактико-технически характеристики
- Калибър: 30 mm
- Въоръжение: два шестцевни автомата АО-18
- Патрон: 30×165 mm
- Темп на стрелба: 10 000 изстрела/минута
- Максимална далечина на водене на огъня: 4000 – 5000 m
- Начална скорост на снаряда: 875+25 m/s

## Основни ползватели на АК-630М-2
- Русия

## Кораби, носещи АК-630М-2
Съгласно проекта една установка АК-630М-2 е разположена на кърмата на малките ракетни кораби от проекта 21631. 8 от 12 заложени кораби от този проект сега служат в състава на Балтийския флот, Черноморския флот и Каспийската флотилия на ВМФ на Русия, 9-т кораб се подготвя за предаване на флота, още 3 се строят на Зеленодолския КСЗ „А. М. Горкий“ и по план трябва да влязат в състава на Черноморския флота в периода 2020 – 2022 г. Също така една установка „Дует“ влиза в състава на въоръжението на кораба на Балтийския флот и построен в Прибалтийския корабостроителен завод „Янтар“ в Калининград голям десантен кораб „Иван Грен“ от проекта 11711 и преминаващия изпитания еднотипен БДК от проекта 11711 „Пётр Моргунов“.